# شیرین‌بلاغ (میانه)
روستای شیرین بلاغ یکی از روستاهای استان شهرستان میانه است که در بخش کاغذکنان و در دهستان کاغذکنان مرکزی واقع شده است. این روستا در فاصله حدود ۵۰ کیلومتری از شهر میانه ( و ۱۰۰ کیلومتری از شهر زنجان و ۱۷۰ کیلومتری از شهر اردبیل) قرار دارد.
وجه تسمیه روستای شیرین بلاغ
دکتر فیروز سیمین فر در کتاب خود «نگاهی نوین به اسامی کهن در شهرستان میانه» در مورد وجه تسمیه اسم روستا می‌نویسد:
شیرین بولاق (Şirin bulaq)
شیرین بولاق اسم روستایی در بخش کاغذکنان، دهستان کاغذکنان مرکزی شهرستان میانه می‌باشد که بصورت شیرین بلاغ نیز نوشته شده است.
شیرین لغتی است فارسی که به زبان ترکی هم وارد شده است و در زبان ترکی «به معنای شیرین، خوشمزه و دوست داشتنی» بکار می‌رود.
بولاق همانطوریکه قبلا گفته شده است به معنی چشمه می‌باشد.
بنابراین شیرین بولاق به معنای چشمه‌ی شیرین و روستای شیرین بولاق، آبادی منسوب به چشمه شیرین می‌باشد و منظور از شیرین بودن چشمه، شیرین بودن آب چشمه می‌باشد.

جمعیت= بر اساس نتایج سرشماری عمومی نفوس و مسکن مرکز آمار ایران در سال ۱۳۹۵، جمعیت این روستا ۱۳۶ نفر و تعداد خانوار آن، ۴۲ خانوار است.